# 19915 Бочкарьов
19915 Бочкарьов (19915 Bochkarev) — астероїд головного поясу, відкритий 14 вересня 1974 року.
Тіссеранів параметр щодо Юпітера — 3,514.